# So Close to What
So Close to What — третий студийный альбом канадской певицы Тейт Макрей, вышедший 21 февраля 2025 года на лейбле RCA Records. Релизу альбома предшествовали три сингла: «It’s OK I’m OK» был выпущен в качестве лид-сингла 12 сентября 2024 года. Он занял 20-е место в американском Billboard Hot 100 и 14-е место в британском UK Singles Chart. За ним последовали синглы «2 Hands» 14 ноября и «Sports Car» 24 января 2025 года. В поддержку альбома Макрей отправится в турне Miss Possessive по Европе, Северной и Южной Америке в течение 2025 года.
Альбом получил в целом положительные отзывы музыкальных критиков и дебютировал на первом месте в Billboard 200 и в чартах Австралии, Австрии, Ирландии, Канаде, Нидерландах, Новой Зеландии, Норвегии, Швейцарии, был на втором месте в Великобритании.

## Предыстория
Выпустив свой второй студийный альбом Think Later в декабре 2023 года, Макрей отправилась в концертный тур в его поддержку. В альбоме был выпущен сингл «Greedy» (2023), ставший одним из самых успешных в чартах. Вскоре после выхода альбома стало известно, что 23 января 2024 года Макрей вернулась в студию звукозаписи. В марте 2024 года Макрей подтвердила, что вернулась в студию и «пишет и смотрит, что первым придёт в голову, тем более что это происходит так быстро после выхода моего альбома». Когда в августе 2024 года завершился первый этап её мирового тура Think Later 2024, певица подтвердила, что одновременно с гастролями работала над своим грядущим альбомом.
14 ноября 2024 года Макрей объявила о выходе своего третьего студийного альбома в социальных сетях. Согласно пресс-релизу, So Close to What запечатлел «путешествие взросления, когда дорога впереди кажется бесконечной». So Close to What предлагает «интроспективное исследование самопознания, любви и поиска баланса» в неопределённые времена.

## Продвижение
Лид-сингл альбома «It's OK I'm OK» был выпущен 12 сентября 2024 года. Третий сингл под названием «Sports Car» был выпущен 24 января 2025 года. В поддержку альбома певица отправится в турне Miss Possessive, которое продлится 56 дней по Северной Америке, Южной Америке и Европе, с выступлениями певиц Benee и Сары Ларссон. Во время мирового тура Think Later Макрей исполнила три неизданные песни из альбома на поп-ап мероприятии в Сиднее.
Премьера клипа на песню «Revolving Door» состоялась 21 февраля 2025 года.

## Отзывы
| Совокупная оценка | Совокупная оценка |
| Источник          | Оценка            |
| ----------------- | ----------------- |
| Metacritic        | 74/100            |
| Оценки критиков   |                   |
| Источник          | Оценка            |
| AllMusic          | [ 28 ]            |
| Clash             | 8/10              |
| NME               | [ 3 ]             |
| Paste             | 4.0/10            |
| Rolling Stone     | [ 2 ]             |
| The Telegraph     | [ 31 ]            |
| The Times         | [ 32 ]            |
| Pitchfork         | 6.0/10            |

На сайте Metacritic, который присваивает нормализованный балл из 100 для оценок от основных изданий, альбом получил средневзвешенный балл 74 на основе 11 рецензий, что означает «в целом благоприятно».
Звучание «So Close to What» сравнивали с поп-исполнителями 2000-х годов Бритни Спирс и Pussycat Dolls. В четырёхзвёздочной рецензии Шеннон Гарнер из Clash отметил «способность Макрей, сочетать интроспективную уязвимость с заразительными поп-чувствами». В трёхзвёздочной рецензии Уилл Ходжкинсон из The Times описал альбом как «пригодный, но непримечательный поп». В отрицательной рецензии Клэр Мартин из Paste описала альбом как лишённый энергии, незапоминающийся и «за несколькими исключениями… решительно средний».

## Коммерческий успех
В Соединенных Штатах альбом So Close to What дебютировал на вершине Billboard 200 с продажами за первую неделю в 177 000 эквивалентных альбому единиц (из 137,30 миллионов потоковых трансляций по требованию и 71 000 продаж полного альбома). Таким образом, So Close to What стал самым продаваемым и потоковым альбомом Макрей за всю историю ее студийных проектов, а также ее первым альбомом номер один в чарте. Кроме того, показатели So Close to What стали самыми большими по количеству проданных единиц дебютным женским студийным альбомом за последние пять месяцев, со времен Short n’ Sweet Сабрины Карпентер.
21 марта 2025 года, через месяц после официального релиза альбома, So Close to What получил золотую сертификацию в США от Американской ассоциации звукозаписывающей индустрии (RIAA) за продажи в 500 000 единиц в стране.

## Список композиций
| №                   | Название                                  | Автор(ы)                                                      | Продюсеры                | Длительность |
| ------------------- | ----------------------------------------- | ------------------------------------------------------------- | ------------------------ | ------------ |
| 1.                  | «Miss Possessive»                         | Тейт Макрей Эми Аллен Райан Теддер Blake Slatkin              | Теддер Slatkin           | 2:19         |
| 2.                  | «2 Hands»                                 | Макрей Аллен Теддер Peter Rycroft                             | Теддер Lostboy           | 3:02         |
| 3.                  | «Revolving Door»                          | Макрей Julia Michaels Теддер Grant Boutin                     | Теддер Boutin            | 3:00         |
| 4.                  | «Bloodonmyhands» (при участии Flo Milli)  | Макрей Tamia Carter Теддер Boutin                             | Boutin                   | 2:42         |
| 5.                  | «Dear God»                                | Макрей Michaels Теддер Boutin                                 | Теддер Boutin            | 2:51         |
| 6.                  | «Purple Lace Bra»                         | Макрей Аллен Emile Haynie                                     | Haynie                   | 3:11         |
| 7.                  | «Sports Car»                              | Макрей Michaels Теддер Boutin                                 | Теддер Boutin            | 2:45         |
| 8.                  | «Signs»                                   | Макрей Аллен Rycroft                                          | Lostboy                  | 2:53         |
| 9.                  | «I Know Love» (при участии the Kid Laroi) | Макрей Charlton Howard Michaels Billy Walsh Теддер Tyler Spry | Теддер Spry Dopamine [a] | 2:36         |
| 10.                 | «Like I Do»                               | Макрей Boutin                                                 | Boutin                   | 3:02         |
| 11.                 | «It’s OK I’m OK»                          | Макрей Savan Kotecha Ilya Salmanzadeh Теддер                  | Ilya Теддер [a]          | 2:36         |
| 12.                 | «No I'm Not in Love»                      | Макрей Аллен Теддер Rycroft                                   | Теддер Lostboy           | 2:50         |
| 13.                 | «Means I Care»                            | Макрей Аллен Теддер Rob Bisel Steven Marsden                  | Теддер Bisel             | 2:55         |
| 14.                 | «Greenlight»                              | Макрей Boutin                                                 | Boutin Haynie            | 2:45         |
| 15.                 | «Nostalgia»                               | Макрей Boutin                                                 | Boutin                   | 3:03         |
| Общая длительность: | Общая длительность:                       | Общая длительность:                                           | Общая длительность:      | 42:34        |

| №                   | Название            | Автор(ы)                             | Продюсеры           | Длительность |
| ------------------- | ------------------- | ------------------------------------ | ------------------- | ------------ |
| 14.                 | «2 Hands»           | Макрей Аллен Теддер Rycroft          | Теддер Lostboy      | 3:02         |
| 15.                 | «Siren Sounds»      | Макрей Ari Starace Brittany Amaradio | Y2K Thomas LaRosa   | 3:01         |
| 16.                 | «Nostalgia»         | Макрей Boutin                        | Boutin              | 3:03         |
| Общая длительность: | Общая длительность: | Общая длительность:                  | Общая длительность: | 45:38        |

| №                   | Название            | Автор(ы)                    | Продюсер            | Длительность |
| ------------------- | ------------------- | --------------------------- | ------------------- | ------------ |
| 14.                 | «2 Hands»           | Макрей Аллен Теддер Rycroft | Теддер Lostboy      | 3:02         |
| 15.                 | «Better Than I Was» | Макрей Boutin Аллен         | Boutin              | 2:21         |
| 16.                 | «Call My Bluff»     | Макрей Haynie Аллен         | Haynie              | 3:15         |
| 17.                 | «Siren Sounds»      | Макрей Starace Amaradio     | Y2K Thomas LaRosa   | 3:01         |
| 18.                 | «Nostalgia»         | Макрей Boutin               | Boutin              | 3:03         |
| Общая длительность: | Общая длительность: | Общая длительность:         | Общая длительность: | 50:07        |

### Замечания
- ↑  — дополнительный продюсер.
- Физические издания альбома содержат изменённый трек-лист из 13 треков. Песни «Bloodonmyhands», «I Know Love», «Like I Do» и «Means I Care» исключены. Песни «Signs» и «Revolving Door» указаны как пятый и седьмой треки соответственно, а бонус-треки «Better Than I Was» и «Call My Bluff» — как одиннадцатый и двенадцатый соответственно. Остальные песни остались в прежнем порядке[37].

## Чарты
| Чарт (2025)                         | Высшая позиция |
| ----------------------------------- | -------------- |
| Австралия (ARIA)                    | 1              |
| Австрия (Ö3 Austria)                | 1              |
| Бельгия/Фландрия (Ultratop)         | 1              |
| Бельгия/Валлония (Ultratop)         | 2              |
| Чехия (ČNS IFPI)                    | 4              |
| Дания (Hitlisten)                   | 2              |
| Нидерланды (Album Top 100)          | 1              |
| Финляндия (Suomen virallinen lista) | 5              |
| Франция (SNEP)                      | 4              |
| Германия (Offizielle Top 100)       | 2              |
| Венгрия (MAHASZ)                    | 2              |
| Исландия (Tónlistinn)               | 8              |
| Ирландия (Irish Albums Chart)       | 1              |
| Италия (FIMI)                       | 24             |
| Япония (Digital Albums, Oricon)     | 46             |
| Lithuanian Albums (AGATA)           | 6              |
| Новая Зеландия (RMNZ)               | 1              |
| Норвегия (VG-lista)                 | 1              |
| Португалия (AFP)                    | 1              |
| Шотландия (Scottish Albums Chart)   | 2              |
| Словакия (ČNS IFPI)                 | 6              |
| Испания (PROMUSICAE)                | 3              |
| Швеция (Sverigetopplistan)          | 2              |
| Великобритания (UK Albums Chart)    | 2              |
| США (Billboard 200)                 | 1              |

## Сертификации
| Регион                                                                      | Сертификация | Продажи |
| --------------------------------------------------------------------------- | ------------ | ------- |
| Дания (IFPI Danmark)                                                        | Золотой      | 10 000  |
| Новая Зеландия (RMNZ)                                                       | Золотой      | 7500    |
| Великобритания (BPI)                                                        | Золотой      | 100 000 |
| США (RIAA)                                                                  | Золотой      | 500 000 |
| Данные о продажах + прослушиваниях приведены только на основе сертификации. |              |         |